# Jericho (Arkansas)
Jericho è un comune degli Stati Uniti d'America, situato in Arkansas, nella contea di Crittenden.